# Krimtjaker

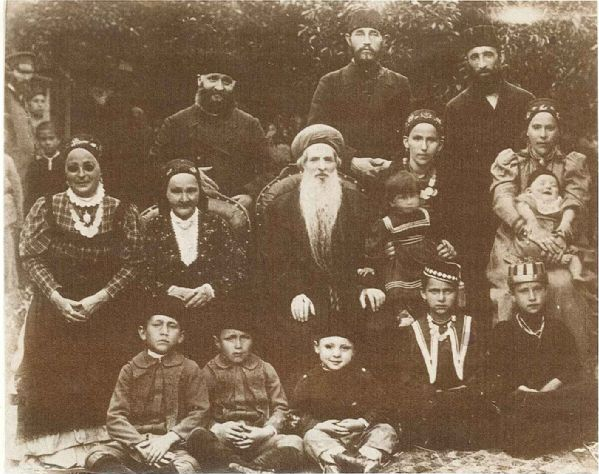
En krimtjak-rabbin med familj, 1890-tal

Krimtjaker är ett turkspråkigt folk tillhörigt judendomen och bosatt på Krimhalvön. De härstammar från judiska kolonisatörer som slog sig ned vid Svarta havet under första århundradet f.Kr.
I samband med förintelsen på Krim under andra världskriget mördades mellan 5 500 och 6 000 krimtjaker.